# بدسة
قرية بدسة هي إحدى القرى التابعة لمركز العياط في محافظة الجيزة في جمهورية مصر العربية. حسب إحصاءات سنة 2006، بلغ إجمالي السكان في بدسه 9048 نسمة، منهم 4669 رجل و4379 امرأة.